# Битка за Гвам (1944)
Друга битка за Гвам (енгл. Battle of Guam), вођена од 10. до 12. децембра 1941, била је јапанска победа током рата на Пацифику.

## Позадина

### Географија
Гвам је острво у западном делу Тихог океана, у групи Маријанских острва, која су део Микронезије. Претежно је коралног порекла, површине 534 km², на северу низија, а на југу вулкански брежуљци висине до 406 м надморске висине. Већи део обале прате корални спрудови, прекидани местимично мноштвом острваца, па је приступ обали отежан. Клима је тропска, са максималним падавинама у време монсуна од јула до октобра. Северни и источни део острва прекривен је тропском прашумом, а јужни травом.

### Стратегијски значај
Гвам је открио Магелан 1521. године, и од 1565. до 1898. био је под влашћу Шпаније. После шпанско-америчког рата 1898. припао је САД. Гвам је био важна раскрсница поморског и ваздушног саобраћаја између САД, Хаваја и Филипина: и поред веома повољног стратегијског положаја у односу на Филипине и југоисточну Азију, Американци до Другог светског рата нису на Гваму изградили никакво поморско ни ваздухопловно упориште. Главни град острва био је Агања, а главна лука Апра. Изградња аеродрома на полуострву Ороте започета је тек крајем 1941.
Оближња Маријанска острва Сајпан и Тинијан северно од Гвама била су под влашћу Јапана од 1914. године.
Након брзог освајања острва (12. децембра 1941), Јапанци су одмах приступили изградњи поморске и довршењу ваздухопловне базе. Острво је поново постало значајно током битке за Маријанска острва (1944).

## Битка

### Америчке снаге
Пошто је у бици у Филипинском мору нанет тежак пораз јапанској флоти и пошто су се искрцане америчке снаге на сајпану учврстиле, Американци су у јулу 1944. приступили извођењу наредне фазе операције за ослобођење Маријанских острва - искрцавању на Гвам. За то је ангажована 53. оперативна ескадра адмирала Ричарда Конолија (енгл. Richard Conolly) са 3. корпусом морнаричке пешадије (3. дивизија и 1. бригада морнаричке пешадије и 77. пешадијска дивизија) генерала Роја Гајгера (енгл. Roy Geiger), укупно 56.537 људи. Десантне снаге подржавао је и састав брзих носача авиона (58. ескадра адмирала М. Мичера).

### Јапанске снаге
Јапанци су за одбрану острва располагали делом снага 31. армије генерала Хидејоши Обате. Укупно се на Гваму налазило око 18.000 јапанских војника, а команду над свим јединицама имао је командант 29. пешадијске дивизије, генерал Ибо Такахаши. Слабије јапанске снаге браниле су обалу на широком фронту, док се главнина налазила у групном распореду у дубини, углавном на делу залив Тумон - Агат, спремна за интервенцију на највероватнијим десантним одсецима.

### Амерички напад
Искрцавању је претходила дужа и веома јака ватрена припрема. Од 8. до 21. јула амерички ратни бродови и авијација свакодневно су бомбардовали јапанске положаје. Непосредно пред искрцавање, десантне одеке тукло је преко 500 ракетних оруђа. Ипак, супротно очекивању, Јапанци су пружили доста јак отпор. Америчке десантне трупе почеле су једновремено искрцавање 21. јула у 8 часова код Агање (3. дивизија) и северно од рта Факпи (1. бригада). Америчка 3. дивизија, и поред упорног отпора јапанских снага, успела је да до краја дана образује мостобран дубине 2 км, и да га одржи и поред ноћних противнапада Јапанаца. И америчка 1. бригада до сванућа 22. јула консолидовала је мањи мостобран. Да би се убрзало напредовање, искрцан је 21. јула јужно од полуострва Орота део (305. пешадијски пук), а сутрадан и главнина америчке 77. пешадијске дивизије. Од 24. јула амерички 3. корпус усмерио је напоре на повезивање одвојних мостобрана и образовање јединственог оперативног мостобрана. Са севера је надирала 3. дивизија у тежњи да се споји са 77. пешадијском дивизијом, док је 1. бригада водила борбе за ослобођење полуострва Ороте, на којем је, коначно, сломила јапански отпор 31. јула. Дотел се 3. дивизија успела спојити са 77. пешадијском дивизијом, чије су снаге, у међувремену, приступиле чишћењу јужног дела острва. На тај начин Американци су до краја јула овладали западним и делимично јужним делом Гвама, укључујући аеродром и поморску базу Апру, чиме је прва фаза операције успешно завршена. Јапанци су покушавали да спрече продоре, нарочито ноћним противнападима. Јуришали су у густим редовима, не обазурући се на веома тешке губитке које им је рафалима наносила америчка пешадија.
У другој етапи америчке снаге избиле су на источну обалу и оваладале северним делом Гвама до 10. августа, када је коначно сломљен организовани отпор Јапанаца, који су се одсудније ангажовали дуж пута Агања - Јиго, нарочито код Баригаде, Финагвејека и у рејону Санта Росе.

## Последице
За време организованих одбрамбених борби погинуло је око 10.000 Јапанаца, а остатак од око 8.000 се растурио по групама у непроходним деловима острва и прешао на герилске борбе. Ликвидација тих група трајала је све до краја рата, а једна група од 67 људи предала се тек после царског прогласа о капитулацији Јапана. Американци су имали 1.300 погинулих, 6.000 рањених и 300 несталих.
У даљем савезничком надирању ка Филипинима и Јапану, Гвам је представљао исткнуту поморску и ваздухопловну базу.